# Torskie
Torskie (ukr. Торське, ros. Торское) – wieś na Podolu, na Ukrainie, w rejonie czortkowskim obwodu tarnopolskiego. Siedziba rady wiejskiej, wspólnej ze wsiami Kluszka i Jakubówka.

## Położenie geograficzne, warunki naturalne
Wieś łańcuchowa w centrum rejonu zaleszczyckiego. Położona w dolinie rzeczki Ługa (ros. Луча, ukr. Потічок), północnym dopływie Dniestru, na podwyższonym obszarze płaskowyżu podolskiego podzielonym na trzy części płytkimi jarami. Podstawowe składniki gleby to lessy wapienne i glinki lessowe. Półtora kilometra na północny wschód od wsi znajdują się użytkowe złoża wapienia.
Liczne lasy w okolicy, zwłaszcza na zachód i pd.-zachód w stronę Dniestru.
Znajduje się tu stacja kolejowa Torskie, położona na linii Biała Czortkowska – Zaleszczyki – Stefaneszty.

### Pobliskie miejscowości
| Nazwa        | Km w linii prostej | Odl. drogowa w km | Kierunek geograficzny |
| ------------ | ------------------ | ----------------- | --------------------- |
| Czerwonogród | 8                  | 10.2              | pn.-zach.             |
| Czortków     | 28.9               | 35.8              | pn.                   |
| Horodnica    | 8.7                | 41.4              | pd.-zach.             |
| Jagielnica   | 20,37              | 24.8              | pn.                   |
| Jakubówka    | 1.5                | 3.2               | pn.-zach.             |
| Kluszka      | 2.7                | 4.5               | pd.-zach.             |
| Słone        | 7,2                | 11.3              | pn.                   |
| Tarnopol     | 88                 | 113               | pn.                   |
| Tłuste       | 10.4               | 13                | pn.-wsch.             |
| Uścieczko    | 6.1                | 9.1               | zach.                 |
| Zaleszczyki  | 13                 | 14.5              | pd.                   |

## Historia

### Czasy I Rzeczypospolitej
Pierwsza wzmianka historyczna w 1440 r. Pod koniec 16 w. Torskie należało do kilku spokrewnionych ze sobą rodzin polskich i ruskich. Znajdował się tam wówczas murowany zamek z wieżami, zniszczony podczas I wojny światowej. Jesienią 1648 r., w trakcie powstania Chmielnickiego chłopi z Torskiego pod przywództwem Pietrasza wyruszyli przeciw zamkowi w Czerwonogrodzie.

### Zabór austriacki
Na przełomie 18 i 19 w. założono we wsi cmentarz wspólny dla katolików rzymskich i greckich.
W 1880 r. w Torskiem były 352 domostwa, 1822 mieszkańców, w tym 1455 wyznania greckokatolickiego, 307 rzymskokatolickego, 60 mojżeszowego; według narodowości: 1519 Ukraińców, 289 Polaków 13 Niemców. We wsi znajdowała się szkoła jednoklasowa. W końcu XIX w. działały tu towarzystwa: Proswita (czytelnia założona w 1898 r., odnowiona w 1922 r. przez Zofię Łosiową) i Sokił.
W 1898 r. przy nowo powstałej linii kolejowej Czortków – Zaleszczyki oddano do użytku przystanek kolejowy Torskie.
W Torskiem znajdował się majątek ziemski należący do rodziny Siemiginowskich. Włodzimierz Siemiginowski wzniósł we wsi pod koniec XIX wieku kaplicę-grobowiec, która z czasem stała się kaplicą mszalną, gdzie okazjonalnie kapłani z parafii w Uścieczku sprawowali nabożeństwa, a która została zlikwidowana po II wojnie światowej. Majątek Torskie przeszedł z czasem na Władysława Rostworowskiego drogą małżeństwa z córką Włodzimierza Siemiginowskiego Zofią.

### Czasy II Rzeczypospolitej
Za II Rzeczypospolitej, do 1945 Torskie należało do województwa tarnopolskiego, powiatu zaleszczyckiego.
Według spisu ludności z 1921 Torskie zamieszkiwały 2062 osoby, w tej liczbie 1048 wyznania greckokatolickiego, 554 rzymskokatolickiego, 58 mojżeszowego oraz dwie innych wyznań chrześcijańskich. Narodowość rusińską podało 1450 osób, polską 608, niemiecką 2, inną 2. Budynków mieszkalnych było 435.
Ostatnią właścicielką majątku Torskie była do 1939 r. córka Władysława Rostworowskiego, Zofia Łosiowa (1900–1962), która czyniła w nim udane próby uprawy winnej latorośli celem produkcji rodzimych win. Zajmowała się także działalnością oświatową, m.in. zainicjowała w Torskiem ok. 1922 r. Kursy dla dorosłych, na dwóch poziomach kształcenia, które skupiały ok. 50 osób w wieku 16–20 lat narodowości polskiej i ukraińskiej.

### Okres 1939–1945
W listopadzie 1939 r. w Torskiem polska organizacja podziemna KAWON zorganizowała etap trasy przerzutowej i kurierskiej z przez Horodnicę do Rumunii. W organizacji przerzutów udział brały dwie mieszkanki Torskiego: Koleta Dąbrowska ps. „Kola” i Maria Banasiówna. Pomocy udzielało im dwu miejscowych Ukraińców, dostarczających łodzie.
W lipcu 1940 r. ukraińscy nacjonaliści zamordowali w Torskiem Antoniego Sędziszewskiego, lat 35.
W 1941 pod okupacją niemiecką Torskie stało się siedzibą gminy w ramach podziału administracyjnego Generalnego Gubernatorstwa przyłączonej do powiatu czortkowskiego.
W lipcu 1941 r. proboszcz greckokatolicki Piotr Sawrij wzywał wiernych do mordowania Polaków. W 1943 r. zamordowano 3 osoby.
Blisko 65 mieszkańców Torskiego należało do OUN i UPA.
Pod koniec marca 1943 r. na teren powiatu czortkowskiego wkroczyła ponownie Armia Czerwona (23 marca – zajęcie Czortkowa).
W końcu października 1944 2 lub 3 sotnie UPA zamordowały w Torskiem 49 Polaków, Ukrainkę (żonę Polaka) oraz pięcioro dzieci polsko-ukraińskich; razem 55 osób; w tym w jednym domu matkę z trojgiem dzieci i sześcioro wnucząt oraz siedem dzieci sąsiadów – wszystkie 16 dzieci spalili żywcem w domu; ponadto matkę z czworgiem dzieci. 27 listopada 1944 uprowadzili i prawdopodobnie zamordowali 27 Polaków. W grudniu tego roku zginęło 14 osób, w tym diak greckokatolicki N. Kościuk, żonaty z Polką, który potępiał działania ukraińskich nacjonalistów.
Ogólna liczba osób zamordowanych w Torskiem przez członków OUN i UPA wyniosła 161, w tym 132 o ustalonych nazwiskach. Pięćset osób wypędzono. Spalono 112 zagród.

## Zabytki i pomniki
- zamek, wybudowany w XVII w.[25]
- cerkiew greckokatolicka Zwiastowania Najświętszej Bogurodzicy 1842, fundacji Siemiginowskich.
- na cmentarzu nagrobek z datą 1808, z rzeźbą przedstawiającą półleżącą kobietę wspartą o urnę. Przypuszczalnie Agnieszki z domu Siedliskiej, żony Stanisława Siemiginowskiego, wnuka malarza Jerzego Eleutera Siemiginowskiego, a dziadka Włodzimierza[6][26].
- na cmentarzu grobowiec Maurycego Ziemowita Siemiginowskiego (1839-1891)[6].

## Znane osoby związane z Torskiem
- W Torskiem spędził dzieciństwo i wczesną młodość matematyk Jerzy Łoś (1920–1998) syn Zofii Łosiowej.
- 1 czerwca 1944 roku urodził się tam Adam Markiewicz, polski polityk, działacz PZPR, samorządowiec, były prezydent Świdnicy, poseł na Sejm IV kadencji.